# (5383) Leavitt
(5383) Leavitt  es un asteroide perteneciente al cinturón de asteroides, descubierto el 29 de septiembre de 1973 por Cornelis Johannes van Houten y Tom Gehrels desde el Observatorio Palomar, en Estados Unidos.

## Designación y nombre
Leavitt se designó inicialmente como 4293 T-2.
Más adelante fue nombrado en honor al astrónoma estadounidense Henrietta Swan Leavitt (1868-1921).

## Características orbitales
Leavitt orbita a una distancia media del Sol de 2,8571 ua, pudiendo acercarse hasta 2,5921 ua y alejarse hasta 3,1222 ua. Tiene una excentricidad de 0,0927 y una inclinación orbital de 3,2823° grados. Emplea en completar una órbita alrededor del Sol 1764 días.

## Características físicas
Su magnitud absoluta es 13,2. Tiene 7,456 km de diámetro. Su albedo se estima en 0,220.